# Douglas Crawford (ski alpin)
Pour les articles homonymes, voir Douglas Crawford et Crawford.
Douglas « Dougie » Crawford, né le 18 février 1987 à Glasgow, est un skieur alpin britannique.

## Biographie
Crawford est membre du Bearsen ski club.
Actif dans des compétitions officielles depuis 2002, il fait ses débuts dans la Coupe d'Europe en février 2007, puis monte sur un podium de la Coupe d'Amérique du Sud à La Parva quelques mois plus tard. En janvier 2009, il découvre la Coupe du monde au super combiné de Wengen (39e), après avoir terminé plusieurs fois dans le top dix en Coupe nord-américaine. Un mois plus tard, il prend part aux Championnats du monde à Val d'Isère, où il se classe 28e du super G, 21e de la descente et abandonne le super combiné. Ce sont de loin ses meilleurs résultats sur la scène internationale. Dans la Coupe du monde, il compte vingt départs et se classe au mieux 38e au super combiné de Wengen en 2014.
En 2010, il manque la qualification pour les Jeux olympiques de Vancouver, de très peu, car il loupe le top vingt en Coupe d'Europe à cause d'une disqualification et sur une autre course d'une place.
En 2014, alors laissé hors de l'équipe pour les Jeux olympiques de Sotchi, il annonce vouloir faire une pause dans le sport de compétition et commence à entraîner dans l'équipe britannique de ski handisport.
En 2015, il décide de prendre sa retraite sportive et fait ses adieux sur la Nevis Range aux Championnats d'Écosse. Il compte 25 titres de champion de Grande-Bretagne à son actif.
Il se marie avec une autre skieuse de l'équipe britannique Chemmy Alcott, en 2014, alors ensemble depuis cinq ans.

## Palmarès

### Championnats du monde
| Épreuve / Édition | Val d'Isère 2009 |
| Descente          | 21e              |
| Super G           | 28e              |
| Super combiné     | Abandon          |